# Danh sách tiểu hành tinh: 26901–27000
| Tên                  | Tên đầu tiên | Ngày phát hiện       | Nơi phát hiện                   | Người phát hiện                                  |
| -------------------- | ------------ | -------------------- | ------------------------------- | ------------------------------------------------ |
| 26901 -              | 1995 WN20    | 17 tháng 11 năm 1995 | Kitt Peak                       | Spacewatch                                       |
| 26902 -              | 1995 YR      | 17 tháng 12 năm 1995 | Chichibu                        | N. Sato, T. Urata                                |
| 26903                | 1995 YT3     | 20 tháng 12 năm 1995 | Siding Spring                   | R. H. McNaught                                   |
| 26904 -              | 1995 YE25    | 25 tháng 12 năm 1995 | Haleakala                       | NEAT                                             |
| 26905 -              | 1996 BC1     | 16 tháng 1 năm 1996  | Oizumi                          | T. Kobayashi                                     |
| 26906 Rubidia        | 1996 BH4     | 22 tháng 1 năm 1996  | Socorro                         | R. Weber                                         |
| 26907 -              | 1996 EV      | 15 tháng 3 năm 1996  | Haleakala                       | NEAT                                             |
| 26908 Lebesgue       | 1996 GK      | 11 tháng 4 năm 1996  | Prescott                        | P. G. Comba                                      |
| 26909 Lefschetz      | 1996 HY1     | 24 tháng 4 năm 1996  | Prescott                        | P. G. Comba                                      |
| 26910 -              | 1996 HU25    | 20 tháng 4 năm 1996  | La Silla                        | E. W. Elst                                       |
| 26911 -              | 1996 JF1     | 13 tháng 5 năm 1996  | Haleakala                       | NEAT                                             |
| 26912 -              | 1996 JG1     | 13 tháng 5 năm 1996  | Haleakala                       | NEAT                                             |
| 26913                | 1996 JF2     | 11 tháng 5 năm 1996  | Xinglong                        | Chương trình tiểu hành tinh Bắc Kinh Schmidt CCD |
| 26914 -              | 1996 KC1     | 20 tháng 5 năm 1996  | Campo Imperatore                | A. Boattini, A. Di Clemente                      |
| 26915 -              | 1996 LV1     | 14 tháng 6 năm 1996  | Haleakala                       | NEAT                                             |
| 26916 -              | 1996 RR2     | 13 tháng 9 năm 1996  | Trạm Catalina                   | C. W. Hergenrother                               |
| 26917 Pianoro        | 1996 RF4     | 15 tháng 9 năm 1996  | Pianoro                         | V. Goretti                                       |
| 26918 -              | 1996 RA16    | 13 tháng 9 năm 1996  | Kitt Peak                       | Spacewatch                                       |
| 26919 -              | 1996 RC24    | 3 tháng 9 năm 1996   | Nanyo                           | T. Okuni                                         |
| 26920 -              | 1996 TQ12    | 11 tháng 10 năm 1996 | Haleakala                       | NEAT                                             |
| 26921 Jensallit      | 1996 TF15    | 15 tháng 10 năm 1996 | Southend Bradfield              | G. Sallit                                        |
| 26922 Samara         | 1996 TD40    | 8 tháng 10 năm 1996  | La Silla                        | E. W. Elst                                       |
| 26923 -              | 1996 YZ      | 20 tháng 12 năm 1996 | Oizumi                          | T. Kobayashi                                     |
| 26924 Johnharvey     | 1996 YZ2     | 30 tháng 12 năm 1996 | Goodricke-Pigott                | R. A. Tucker                                     |
| 26925 -              | 1997 AK2     | 3 tháng 1 năm 1997   | Oizumi                          | T. Kobayashi                                     |
| 26926 -              | 1997 AC9     | 2 tháng 1 năm 1997   | Kitt Peak                       | Spacewatch                                       |
| 26927 -              | 1997 CD4     | 3 tháng 2 năm 1997   | Haleakala                       | NEAT                                             |
| 26928 -              | 1997 CC17    | 6 tháng 2 năm 1997   | Oizumi                          | T. Kobayashi                                     |
| 26929 -              | 1997 CE18    | 7 tháng 2 năm 1997   | Kitt Peak                       | Spacewatch                                       |
| 26930 -              | 1997 CH20    | 12 tháng 2 năm 1997  | Oizumi                          | T. Kobayashi                                     |
| 26931 -              | 1997 CC22    | 13 tháng 2 năm 1997  | Oizumi                          | T. Kobayashi                                     |
| 26932 -              | 1997 EY2     | 4 tháng 3 năm 1997   | Oizumi                          | T. Kobayashi                                     |
| 26933 -              | 1997 EP3     | 2 tháng 3 năm 1997   | Kitt Peak                       | Spacewatch                                       |
| 26934 -              | 1997 EV33    | 4 tháng 3 năm 1997   | Socorro                         | LINEAR                                           |
| 26935 Vireday        | 1997 EE46    | 15 tháng 3 năm 1997  | USNO Flagstaff                  | C. B. Luginbuhl                                  |
| 26936 -              | 1997 EL47    | 12 tháng 3 năm 1997  | La Silla                        | E. W. Elst                                       |
| 26937 Makimiyamoto   | 1997 FQ1     | 31 tháng 3 năm 1997  | Kuma Kogen                      | A. Nakamura                                      |
| 26938 -              | 1997 FW3     | 31 tháng 3 năm 1997  | Socorro                         | LINEAR                                           |
| 26939 -              | 1997 FZ4     | 31 tháng 3 năm 1997  | Socorro                         | LINEAR                                           |
| 26940 -              | 1997 GC8     | 2 tháng 4 năm 1997   | Socorro                         | LINEAR                                           |
| 26941 -              | 1997 GT11    | 3 tháng 4 năm 1997   | Socorro                         | LINEAR                                           |
| 26942 -              | 1997 GM12    | 3 tháng 4 năm 1997   | Socorro                         | LINEAR                                           |
| 26943 -              | 1997 GZ16    | 3 tháng 4 năm 1997   | Socorro                         | LINEAR                                           |
| 26944 -              | 1997 GX20    | 6 tháng 4 năm 1997   | Socorro                         | LINEAR                                           |
| 26945 -              | 1997 GE22    | 6 tháng 4 năm 1997   | Socorro                         | LINEAR                                           |
| 26946 -              | 1997 GG23    | 6 tháng 4 năm 1997   | Socorro                         | LINEAR                                           |
| 26947 -              | 1997 GF36    | 6 tháng 4 năm 1997   | Socorro                         | LINEAR                                           |
| 26948 -              | 1997 GD38    | 6 tháng 4 năm 1997   | Socorro                         | LINEAR                                           |
| 26949                | 1997 JV7     | 3 tháng 5 năm 1997   | Xinglong                        | Chương trình tiểu hành tinh Bắc Kinh Schmidt CCD |
| 26950 Legendre       | 1997 JH10    | 11 tháng 5 năm 1997  | Prescott                        | P. G. Comba                                      |
| 26951 -              | 1997 JZ15    | 3 tháng 5 năm 1997   | La Silla                        | E. W. Elst                                       |
| 26952 -              | 1997 JF16    | 3 tháng 5 năm 1997   | La Silla                        | E. W. Elst                                       |
| 26953 -              | 1997 KO2     | 29 tháng 5 năm 1997  | Kitt Peak                       | Spacewatch                                       |
| 26954 Skadiang       | 1997 MG      | 25 tháng 6 năm 1997  | Campo Imperatore                | A. Boattini                                      |
| 26955 Lie            | 1997 MR1     | 30 tháng 6 năm 1997  | Prescott                        | P. G. Comba                                      |
| 26956 -              | 1997 MT3     | 28 tháng 6 năm 1997  | Socorro                         | LINEAR                                           |
| 26957 -              | 1997 MN4     | 28 tháng 6 năm 1997  | Socorro                         | LINEAR                                           |
| 26958 -              | 1997 MY4     | 28 tháng 6 năm 1997  | Socorro                         | LINEAR                                           |
| 26959 -              | 1997 MR8     | 30 tháng 6 năm 1997  | Kitt Peak                       | Spacewatch                                       |
| 26960 Liouville      | 1997 NE3     | 8 tháng 7 năm 1997   | Prescott                        | P. G. Comba                                      |
| 26961 -              | 1997 OY1     | 29 tháng 7 năm 1997  | Bédoin                          | P. Antonini                                      |
| 26962 -              | 1997 PE3     | 13 tháng 8 năm 1997  | Kleť                            | Kleť                                             |
| 26963 Palorapavý     | 1997 PM4     | 13 tháng 8 năm 1997  | Ondřejov                        | P. Pravec                                        |
| 26964 -              | 1997 RO      | 1 tháng 9 năm 1997   | Haleakala                       | NEAT                                             |
| 26965 -              | 1997 RW2     | 3 tháng 9 năm 1997   | Majorca                         | À. López, R. Pacheco                             |
| 26966                | 1997 RL3     | 4 tháng 9 năm 1997   | Xinglong                        | Chương trình tiểu hành tinh Bắc Kinh Schmidt CCD |
| 26967 -              | 1997 RZ7     | 4 tháng 9 năm 1997   | Gekko                           | T. Kagawa, T. Urata                              |
| 26968 -              | 1997 RB9     | 10 tháng 9 năm 1997  | Đài thiên văn Bergisch Gladbach | W. Bickel                                        |
| 26969 Biver          | 1997 SE      | 20 tháng 9 năm 1997  | Kleť                            | M. Tichý, J. Tichá                               |
| 26970 Eliáš          | 1997 SE2     | 23 tháng 9 năm 1997  | Ondřejov                        | P. Pravec                                        |
| 26971 Sezimovo Ústí  | 1997 SL2     | 25 tháng 9 năm 1997  | Kleť                            | M. Tichý, Z. Moravec                             |
| 26972 -              | 1997 SM3     | 21 tháng 9 năm 1997  | Church Stretton                 | S. P. Laurie                                     |
| 26973 Lála           | 1997 SP25    | 29 tháng 9 năm 1997  | Ondřejov                        | P. Pravec, M. Wolf                               |
| 26974 -              | 1997 TJ19    | 8 tháng 10 năm 1997  | Gekko                           | T. Kagawa, T. Urata                              |
| 26975 -              | 1997 TY24    | 8 tháng 10 năm 1997  | Uenohara                        | N. Kawasato                                      |
| 26976                | 1997 TF26    | 11 tháng 10 năm 1997 | Xinglong                        | Chương trình tiểu hành tinh Bắc Kinh Schmidt CCD |
| 26977 -              | 1997 US3     | 16 tháng 10 năm 1997 | Oizumi                          | T. Kobayashi                                     |
| 26978                | 1997 UZ4     | 20 tháng 10 năm 1997 | Xinglong                        | Chương trình tiểu hành tinh Bắc Kinh Schmidt CCD |
| 26979 -              | 1997 UR9     | 29 tháng 10 năm 1997 | Bédoin                          | P. Antonini                                      |
| 26980 -              | 1997 UQ10    | 29 tháng 10 năm 1997 | Woomera                         | F. B. Zoltowski                                  |
| 26981 -              | 1997 UJ15    | 25 tháng 10 năm 1997 | Church Stretton                 | S. P. Laurie                                     |
| 26982 -              | 1997 UY21    | 25 tháng 10 năm 1997 | Nyukasa                         | M. Hirasawa, S. Suzuki                           |
| 26983 -              | 1997 VA      | 1 tháng 11 năm 1997  | Woomera                         | F. B. Zoltowski                                  |
| 26984 Fernand-Roland | 1997 VV      | 1 tháng 11 năm 1997  | Village-Neuf                    | C. Demeautis, D. Matter                          |
| 26985 -              | 1997 VP3     | 6 tháng 11 năm 1997  | Oizumi                          | T. Kobayashi                                     |
| 26986 Čáslavská      | 1997 VC5     | 4 tháng 11 năm 1997  | Ondřejov                        | L. Šarounová                                     |
| 26987                | 1997 WP1     | 21 tháng 11 năm 1997 | Xinglong                        | Chương trình tiểu hành tinh Bắc Kinh Schmidt CCD |
| 26988 -              | 1997 WT5     | 23 tháng 11 năm 1997 | Kitt Peak                       | Spacewatch                                       |
| 26989                | 1997 WO7     | 19 tháng 11 năm 1997 | Nachi-Katsuura                  | Y. Shimizu, T. Urata                             |
| 26990 Culbertson     | 1997 WZ7     | 23 tháng 11 năm 1997 | Chichibu                        | N. Sato                                          |
| 26991 -              | 1997 WZ30    | 29 tháng 11 năm 1997 | Socorro                         | LINEAR                                           |
| 26992 -              | 1997 WE47    | 16 tháng 11 năm 1997 | Socorro                         | LINEAR                                           |
| 26993 Littlewood     | 1997 XC1     | 3 tháng 12 năm 1997  | Prescott                        | P. G. Comba                                      |
| 26994                | 1997 XU1     | 2 tháng 12 năm 1997  | Nachi-Katsuura                  | Y. Shimizu, T. Urata                             |
| 26995                | 1997 XS11    | 5 tháng 12 năm 1997  | Nachi-Katsuura                  | Y. Shimizu, T. Urata                             |
| 26996                | 1997 YH3     | 16 tháng 12 năm 1997 | Xinglong                        | Chương trình tiểu hành tinh Bắc Kinh Schmidt CCD |
| 26997 -              | 1997 YJ5     | 25 tháng 12 năm 1997 | Oizumi                          | T. Kobayashi                                     |
| 26998 -              | 1997 YX6     | 25 tháng 12 năm 1997 | Chichibu                        | N. Sato                                          |
| 26999 -              | 1998 BQ41    | 28 tháng 1 năm 1998  | Haleakala                       | NEAT                                             |
| 27000 -              | 1998 BO44    | 22 tháng 1 năm 1998  | Socorro                         | LINEAR                                           |